# Zomereik-verbond
Het zomereik-verbond (Quercion roboris) is een verbond uit de orde van eiken- en beukenbossen op voedselarme grond (Quercetalia roboris). Het verbond omvat bosplantengemeenschappen die voorkomen op zure, oligotrofe zandgronden, en gedomineerd worden door loofbomen en bladmossen.

## Naamgeving en codering
| Quercion Tx. 1930                          |
| Quercion roboris Tx. 1931                  |
| Quercion robori-sessiliflorae Br.-Bl. 1932 |

- Frans: Forêts de chênes pédonculés neutrophiles à Primevère élevée
- Duits: Bodensaure Eichenmischwälder
- Engels: Acidophytic oak and mixed oak forests
- Syntaxoncode voor Nederland (rVvN): r45Aa

De wetenschappelijke naam Quercion roboris is afgeleid van de botanische naam van een belangrijke soort binnen deze klasse, de zomereik (Quercus robur).

## Fysiognomie
Het zomereik-verbond kent in de Lage Landen een eenvoudige structuur met een dichte, soortenarme boomlaag met dominantie van loofbomen, een weinig ontwikkelde struik- en kruidlaag, en een goed ontwikkelde moslaag met overwegend bladmossen en soms ook korstmossen.

## Ecologie
Het zomereik-verbond omvat gemengde loofbossen van overwegend zure, oligotrofe, droge tot vochtige zandgronden. Deze bossen zijn zeer algemeen en komen voor op dekzanden van eolische oorsprong, op zanden van glaciale oorsprong, op verdroogde veenbodems en aan de rand van lössplateaus.

## Associaties in Nederland en Vlaanderen
Het zomereik-verbond wordt in Nederland en Vlaanderen vertegenwoordigd door de onderstaande associaties.
- - hondstong-eikenbos (Cynoglosso-Quercetum roboris)
  - gaffeltandmos-eikenbos (Dicrano-Quercetum roboris)
  - berken-eikenbos (Betulo-Quercetum)
  - beuken-eikenbos (Fago-Quercetum)
  - bochtige smele-beukenbos (Deschampsio-Fagetum)
  - duin-eikenbos (Convallario-Quercetum dunense)

## Diagnostische taxa voor Nederland en Vlaanderen
Het zomereik-verbond kent in Nederland en Vlaanderen vier kensoorten, waarvan enkel de wilde lijsterbes algemeen voorkomt. De zomereik, die het verbond zijn naam geeft, is geen kensoort maar wel een van de meest voorkomende bomen. Een groot aantal soorten differentiëren dit verbond van het nauw verwante verbond van veldbies-beukenbossen.
In de onderstaande synoptische tabel staan de belangrijkste diagnostische taxa voor het zomereik-verbond in Nederland en Vlaanderen.
Boomlaag
| Kentaxon | Diff. soort | Presentie | Triviale naam  | Botanische naam | Opmerking |
| -------- | ----------- | --------- | -------------- | --------------- | --------- |
| kV       |             | < 10%     | tamme kastanje | Castanea sativa |           |
|          |             | 20-90%    | zomereik       | Quercus robur   |           |

Struiklaag
| Kentaxon | Diff. soort | Presentie | Triviale naam             | Botanische naam       | Opmerking                                    |
| -------- | ----------- | --------- | ------------------------- | --------------------- | -------------------------------------------- |
| kV       |             | 50%-80%   | wilde lijsterbes          | Sorbus aucuparia      |                                              |
|          | dV          | 20%-30%   | Amerikaanse vogelkers     | Prunus serotina       | t.o.v. het verbond van veldbies-beukenbossen |
|          | dV          | 0%-20%    | Amerikaans krentenboompje | Amelanchier lamarckii | t.o.v. het verbond van veldbies-beukenbossen |

Kruidlaag
| Kentaxon | Diff. soort | Presentie | Triviale naam  | Botanische naam  | Opmerking                                    |
| -------- | ----------- | --------- | -------------- | ---------------- | -------------------------------------------- |
|          | dV          | > 30%     | pijpenstrootje | Molinia caerulea | t.o.v. het verbond van veldbies-beukenbossen |

Moslaag
| Kentaxon | Diff. soort | Presentie | Triviale naam        | Botanische naam        | Opmerking                                    |
| -------- | ----------- | --------- | -------------------- | ---------------------- | -------------------------------------------- |
| kV       |             | 0%-20%    | gewoon knopjesmos    | Aulacomnium androgynum |                                              |
| kV       |             | > 10%     | geelsteeltje         | Orthodontium lineare   |                                              |
|          | dV          | > 30%     | heideklauwtjesmos    | Hypnum jutlandicum     | t.o.v. het verbond van veldbies-beukenbossen |
|          | dV          | 50%-70%   | gewoon gaffeltandmos | Dicranum scoparium     | t.o.v. het verbond van veldbies-beukenbossen |
|          | dV          | > 40%     | bronsmos             | Pleurozium schreberi   | t.o.v. het verbond van veldbies-beukenbossen |
|          | dV          | > 30%     | gewoon peermos       | Pohlia nutans          | t.o.v. het verbond van veldbies-beukenbossen |
|          | dV          |           | kussentjesmos        | Leucobryum glaucum     | t.o.v. het verbond van veldbies-beukenbossen |

## Fotogalerij

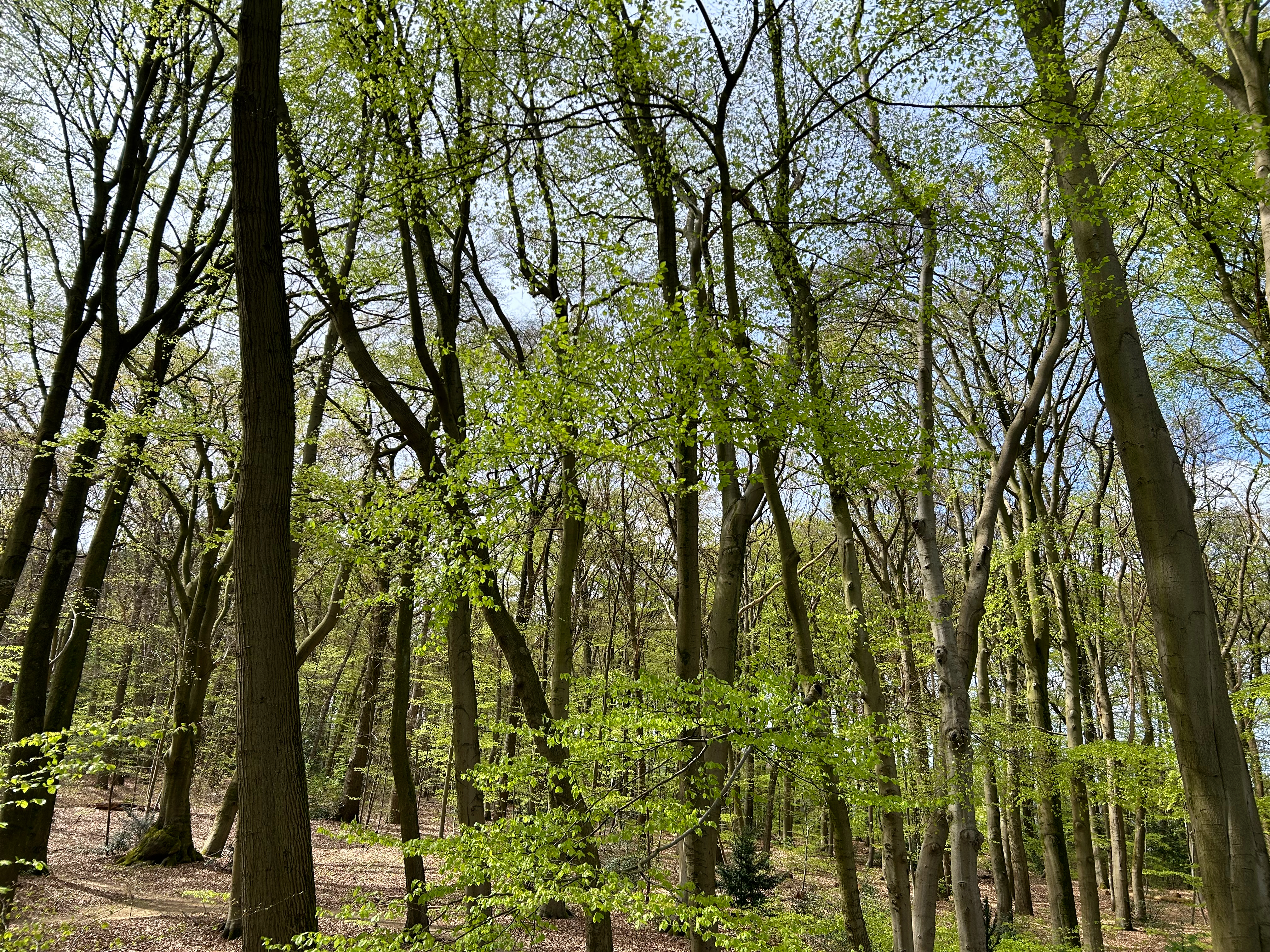
Een voorjaarsaspect van het bochtige smele-beukenbos
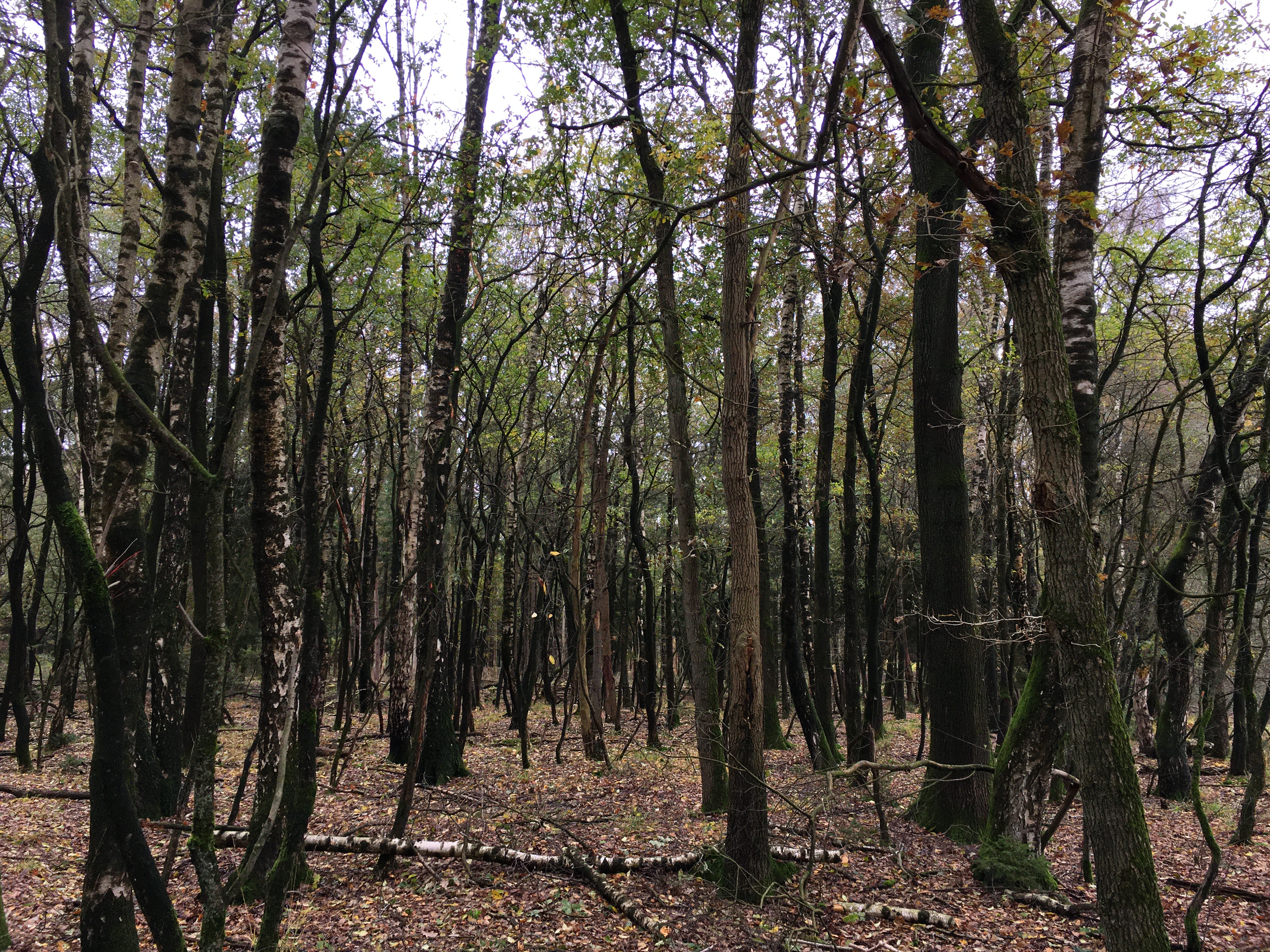
Een herfstaspect van een jong berken-eikenbos